# 2월 21일
2월 21일은 그레고리력으로 52번째(윤년일 경우도 52번째) 날에 해당한다.

## 사건
- 362년 - 알렉산드리아의 아타나시우스가 알렉산드리아로 돌아가다.
- 1848년 - 카를 마르크스와 프리드리히 엥겔스가 집필한 공산당 선언이 처음 발표되다.
- 1916년 - 제1차 세계 대전: 프랑스에서 베르됭 전투가 시작되다.
- 1946년 - 서울 종로에서 윤명선 피습 사건이 발생하다. 송진우 피살 사건과 신탁통치 반대 운동의 여파가 수습된 한국 각지에 다시 테러 공포증을 불러일으켰고 미군정 경무부와 수도경찰청의 검문검속을 강화시키는 원인을 제공한다.
- 1965년 - 맬컴 엑스가 뉴욕의 인종차별철폐집회에서 연설 중 암살되다.
- 1972년 - 미국의 리처드 닉슨 대통령이 소비에트 연방과 중화인민공화국을 방문하다.

## 문화
- 1804년 - 리처드 트레비식이 만든 첫 증기기관차가 웨일스를 달리다.
- 1961년 - 문화방송 설립.
- 1986년 - 일본의 비디오 게임 제작사 닌텐도의 액션 어드벤처 게임 젤다의 전설이 출시되다
- 2001년 - 문화방송의 자회사 MBC 플러스 설립.
- 2011년 - 대한민국의 종교방송채널 부산CBS 음악FM 개국. (주파수 102.1MHz, 1㎾)
- 2021년 - KT에서 다국어 안내문자 서비스를 개시하였다.

## 탄생
- 1728년 - 러시아 제국 로마노프 왕조의 7번째 군주 표트르 3세. (~1762년)
- 1779년 - 독일의 법학자 프리드리히 카를 폰 사비니. (~1861년)
- 1791년 - 오스트리아의 피아니스트, 작곡가 카를 체르니. (~1857년)
- 1794년 - 멕시코의 정치 지도자 안토니오 로페스 데 산타 안나. (~1876년)
- 1801년 - 영국의 추기경 존 헨리 뉴먼. (~1890년)
- 1836년 - 프랑스의 작곡가 레오 들리브. (~1891년)
- 1851년 - 미국의 친일 정치인, 외교관 더럼 스티븐스. (~1908년)
- 1875년 - 프랑스의 세계 최장수 인물 잔 칼망. (~1997년)
- 1893년 - 에스파냐의 기타 연주가 안드레스 세고비아. (~1987년)
- 1900년 - 프랑스의 배우 마들레인 르노. (~1994년)
- 1913년 - 미국의 교육심리학자 벤저민 블룸. (~1999년)
- 1914년 - 대한민국의 서양화가 박수근. (~1965년)
- 1921년 - 미국의 철학자 존 롤스. (~2002년)
- 1924년
  - 짐바브웨의 대통령 로버트 무가베. (~2019년)
  - 대한민국의 육군 장교 김갑태. (~1952년)
- 1925년 - 미국의 영화 감독 샘 페킨파. (~1984년)
- 1930년 - 조선민주주의인민공화국의 정치인 강능수. (~2015년)
- 1933년 - 미국의 싱어송라이터 니나 시몬. (~2003년)
- 1934년 - 대한민국의 정치인 조덕현. (~2022년)
- 1937년 - 노르웨이의 왕 하랄 5세.
- 1942년 - 대한민국의 배우 정혜선.
- 1943년 - 미국의 배우 키티 윈.
- 1946년 - 영국의 배우 앨런 릭먼. (~2016년)
- 1947년 - 미국의 정치인 올림피아 스노.
- 1953년 - 미국의 배우 윌리엄 피터슨.
- 1955년 - 미국의 배우 켈시 그래머.
- 1956년 - 대한민국의 가수 장현. (~1990년)
- 1959년
  - 대한민국의 소설가 이승우.
  - 대한민국의 판사, 법조인, 정치인 김기현.
- 1961년
  - 대한민국의 배우 금보라.
  - 대한민국의 배우 이효정.
- 1962년 - 미국의 기업인 랜디 러너.
- 1964년 - 영국의 배우 에이드리언 실러. (~2024년)
- 1967년 - 대한민국의 배우 김윤석.
- 1968년 - 대한민국의 정치인 조승래.
- 1969년 - 한국계 독일의 안과 의사 스벤 리.
- 1970년 - 대한민국의 방송인, 전 아나운서 황현정.
- 1972년 - 대한민국의 가수 서태지.
- 1973년
  - 대한민국의 배우 김원중.
  - 대한민국의 뮤지컬 배우 송진희.
- 1974년 - 대한민국의 가수 겸 작곡가 겸 프로듀서 윤일상.
- 1977년 - 대한민국의 배우 박은혜.
- 1978년
  - 대한민국의 배우 김하늘.
  - 대한민국의 방송인 성승헌.
- 1979년
  - 미국의 배우 제니퍼 러브 휴이트.
  - 미국의 희극인, 영화 감독 조던 필.
- 1980년
  - 대한민국의 인터넷 방송인 진엘론머스크. (~2020년)
  - 대한민국의 야구 선수 이현곤.
  - 대한민국의 전 농구 선수 박선영.
  - 부탄의 국왕 지그메 케사르 남기엘 왕축.
- 1981년 - 대한민국의 배우 이인혜.
- 1982년 - 대한민국의 가수 박혜신.
- 1983년 - 프랑스의 배우  겸 영화 감독 멜라니 로랑.
- 1984년
  - 대한민국의 가수 이석훈 (SG워너비).
  - 대한민국의 래퍼 슬리피 (언터쳐블).
  - 일본의 배우 카리나.
- 1985년 - 대한민국의 배우 윤주희.
- 1986년 - 웨일스의 싱어송라이터, 배우, 사회자 샬럿 처치.
- 1987년
  - 캐나다의 배우 엘리엇 페이지.
  - 대한민국의 전직 스타크래프트 프로게이머 전상욱.
- 1988년
  - 대한민국의 전 배우 최은서.
  - 대한민국의 가수 나준하. (더 넛츠)
- 1989년
  - 대한민국의 가수 정준영.
  - 대한민국의 방송인 김원.
- 1990년 - 대한민국의 배우 강하늘.
- 1991년
  - 대한민국의 가수 솔라 (마마무).
  - 대한민국의 가수 이소나.
  - 대한민국의 축구 선수 지소연.
  - 알제리의 축구 선수 리야드 마레즈.
  - 일본의 가수 세카이.
- 1992년
  - 대한민국의 가수 양다일.
  - 일본의 축구 선수 후지타 노조미.
  - 잉글랜드의 축구 선수 필 존스.
- 1993년
  - 일본의 배우, 가수 스다 마사키.
  - 쿠바의 복싱 선수 아를렌 로페스.
- 1994년
  - 대한민국의 가수 웬디 (레드벨벳).
  - 대한민국의 가수 청슬.
  - 대한민국의 축구 선수 김상우.
  - 그리스의 축구 선수 하랄람포스 마브리아스.
- 1995년
  - 대한민국의 배우 이태환 (서프라이즈).
  - 대한민국의 축구 선수 김민성.
  - 콩고의 축구 선수 프레드 뎀비.
- 1996년
  - 영국의 배우 소피 터너.
  - 대한민국의 전 배우 조시윤.
- 1997년 - 대한민국의 가수 범진.
- 1998년 - 대한민국의 전 농구 선수 최세영.
- 1999년
  - 일본의 야구 선수 미모리 마사키.
  - 태국의 배우 메타윈 오파이암카천.
- 2000년
  - 대한민국의 가수 이경윤 (동키즈).
  - 일본의 가수 하루.
- 2001년
  - 중국의 가수 양페이이.
  - 미국의 배우 이저벨라 에이커스.
- 2002년
  - 대한민국의 가수 전도염 (원더나인).
  - 미국의 가수 마이클 잭슨의 아들 프린스 마이클 잭슨 2세.
- 2004년 - 대한민국의 배우 이찬주.
- 2005년
  - 대한민국의 배우 홍화리.
  - 대한민국의 작곡가, 음악가 이스크 린 (김시완)
- 2007년 - 대한민국의 가수 이서 (IVE).
- 2013년 - 대한민국의 아역 배우 이효비.

### 미상
- 대한민국의 가수 신성규. (엔분의일)

## 사망
- 1513년 - 이탈리아의 교황 교황 율리오 2세. (1443년~)
- 1543년 - 아달 술탄국의 장군 아흐마드 이븐 이브리힘 알가지. (1506년~)
- 1572년 - 조선의 성리학자 남명 조식. (1501년~)
- 1677년 - 네덜란드의 철학자 스피노자. (1632년~)
- 1730년 - 이탈리아의 제245대 로마 교황 교황 베네딕토 13세.  (1649년~)
- 1824년 - 프랑스의 나폴레옹 1세의 의붓아들 외젠 드 보아르네. (1781년~)
- 1852년 - 러시아의 작가 고골. (1809년~)
- 1919년 - 조선 말기의 관료 임선준. (1860년~)
- 1936년 - 대한민국의 독립운동가 신채호. (1880년~)
- 1946년 - 만주국의 관료 겸 문인 윤명선. (1900년~)
- 1959년 - 중화민국의 장군 장간. (1897년~)
- 1965년 - 미국의 인권운동가 맬컴 엑스. (1925년~)
- 1969년 - 미국의 야구 선수 에디 머피. (1891년~)
- 1984년 - 소련의 소설가 미하일 숄로호프. (1905년~)
- 1985년 - 미국의 발명가 존 G. 트럼프. (1907년~)
- 1986년 - 일본의 야구 선수 마쓰키 겐지로. (1909년~)
- 2004년 - 영국의 축구 선수 존 찰스. (1931년~)
- 2017년
  - 미국의 경제학자 케네스 애로. (1921년~)
  - 미국의 작곡가, 지휘자 스타니스와프 스크로바체프스키. (1923년~)
- 2018년
  - 일본의 영화배우 오오스기 렌. (1951년~)
  - 미국의 개신교계 목회자 빌리 그레이엄. (1918년~)
  - 대한민국의 배우 차명욱. (1972년~)
  - 잉글랜드의 배우 에마 체임버스. (1964년~)
- 2019년 - 미국의 영화감독 스탠리 도넌. (1924년~)
- 2020년
  - 대한민국의 기초단체장 한동수. (1949년~)
  - 대한민국의 동요 작곡가 유병무. (1938년~)
  - 중화인민공화국의 영화배우 두위루. (1941년~)
- 2022년
  - 대한민국의 성우 오승룡. (1934년~)
  - 홍콩의 영화배우, 영화 감독 추위안. (1934년~)
- 2023년
  - 오스트리아의 영화배우 나자 틸러. (1929년~)
  - 스페인의 축구 선수 아만시오 아마로. (1939년~)
  - 홍콩의 모델 애비 초이. (1994년~)
  - 대한민국의 법조인 허은도. (1937년~)
- 2024년
  - 미국의 생리학자 로제 기유맹. (1924년~)
  - 대한민국의 법조인 김영일. (1940년~)
  - 말레이시아의 정치인 압둘 타입 마흐무드. (1936년~)
  - 영국의 영화배우 존 사비던트. (1938년~)
  - 프랑스의 영화배우 미셸린 프레슬. (1922년~)
- 2025년
  - 미국의 영화배우 린 마리 스튜어트. (1946년~)
  - 홍콩의 싱어송라이터 방대동. (1983년~)
  - 미국의 경호원 클린트 힐. (1932년~)

## 기념일
- 국제 모국어의 날
- 언어 운동 기념일: 방글라데시

## 같이 보기
- 전날: 2월 20일 다음날: 2월 22일 - 전달: 1월 21일 다음달: 3월 21일
- 음력: 2월 21일
- 모두 보기